# Łyżwiarstwo figurowe na Zimowej Uniwersjadzie 2015
Łyżwiarstwo figurowe na Zimowej Uniwersjadzie 2015 – jedna z dyscyplin rozgrywanych podczas zimowej uniwersjady w dniach 4–8 lutego 2015 w Grenadzie, w Hiszpanii. Zawody odbyły się w czterech konkurencjach: solistów, solistek, par sportowych i tanecznych

## Terminarz
- 4 lutego – program krótki solistów
- 5 lutego – program dowolny solistów, program krótki par sportowych
- 6 lutego – program dowolny par sportowych, taniec krótki
- 7 lutego – program krótki solistek, taniec dowolny
- 8 lutego – program dowolny solistek

## Medaliści
| Konkurencja   | Złoto                            | Wynik  | Srebro                                | Wynik  | Brąz                           | Wynik  |
| Soliści       | Peter Liebers                    | 223,74 | Takahiko Kozuka                       | 217,70 | Artur Gaczinski                | 216,59 |
| Solistki      | Alona Leonowa                    | 182,85 | Maé-Bérénice Méité                    | 171,54 | Marija Artiemjewa              | 170,24 |
| Pary sportowe | Yu Xiaoyu / Jin Yang             | 181,92 | Kristina Astachowa / Aleksiej Rogonow | 174,87 | Vanessa James / Morgan Ciprès  | 168,19 |
| Pary taneczne | Charlène Guignard / Marco Fabbri | 164,98 | Sara Hurtado / Adrià Díaz             | 163,56 | Federica Testa / Lukáš Csölley | 142,76 |

## Klasyfikacja medalowa
| Miejsce | Państwo   | złoto | srebro | brąz | Łącznie |
| ------- | --------- | ----- | ------ | ---- | ------- |
| 1       | Rosja     | 1     | 1      | 2    | 4       |
| 2       | Niemcy    | 1     | 0      | 0    | 1       |
| 2       | Chiny     | 1     | 0      | 0    | 1       |
| 2       | Włochy    | 1     | 0      | 0    | 1       |
| 5       | Francja   | 0     | 1      | 1    | 2       |
| 6       | Japonia   | 0     | 1      | 0    | 1       |
| 6       | Hiszpania | 0     | 1      | 0    | 1       |
| 8       | Słowacja  | 0     | 0      | 1    | 1       |